# Charles Macintosh
Charles Macintosh (født 29. december 1766 i Glasgow, død 25. juli 1843 i Dunchattan) var en skotsk kemiker og opfinder af vandtæt stof. Mackintosh-regnfrakken (den anderledes stavemåde er nu standard) er opkaldt efter ham.